# Gauntlet (videojuego)
Gauntlet es un juego de arcade de fantasía y hack and slash, hecho por Atari Games. Con fecha de lanzamiento en octubre de 1985, Atari vendió un total de 7.848 máquinas recreativas de Gauntlet . Es denotado como uno de los primeros arcades en implementar el juego de calabozos con multijugador.

## Jugabilidad
Los jugadores, hasta cuatro en una misma cabina, pueden seleccionar entre cuatro personajes jugables basados en personajes comunes en historias de fantasía: El Guerrero, Mago, Valquiria o Elfo. Cada personaje tiene sus propias fortalezas o debilidades. Por ejemplo, el Guerrero es más fuerte en combate mano a mano, mientras que el Mago tiene las magias más poderosas, la Valquiria tiene la mejor armadura y el Elfo es el más rápido.
Después de seleccionar un personaje, el juego cambia a una perspectiva aérea en tercera persona en un laberinto, donde el objetivo es encontrar y pasar por la salida de cada nivel. Una especie de objetos especiales pueden ser localizados en cada nivel, estos objetos pueden incrementar la salud del personaje, desbloquear puertas, ganar más puntos o pociones mágicas que pueden destruir todos los enemigos en pantalla.
Los enemigos son una especie de monstruos basados en fantasías, incluyen fantasmas, demonios, hechiceros y ladrones. Cada enemigo es insertado en el nivel por su respectivo generador, los cuales pueden ser destruidos. Ya que no hay jefes en el juego, el enemigo más poderoso es "Death", quien no solo puede drenar la vida del personaje sino que también es difícil de destruir.
Mientras va progresando el juego, es necesario aumentar las habilidades para alcanzar la salida del nivel, con el éxito dependiendo de la voluntad de los jugadores para cooperar compartiendo comida y dirigiendo a los monstruos a lugares en donde pueden ser atacados de manera más conveniente. Aunque el contacto con enemigos reduce la vida del jugador, la vida también se reduce lentamente por sí sola, esto con la finalidad de crear un tiempo límite. Cuando la vida de un personaje llega a cero, el personaje muere. El personaje puede ser revivido en el lugar con vida llena gastando un crédito (insertando una moneda) en un corto periodo de tiempo después de haber muerto. Esto permite que hasta el jugador menos habilidoso pueda seguir jugando indefinidamente, eso si está dispuesto a seguir insertando monedas. 
Además de tener la habilidad de tener cuatro jugadores a la vez, el juego es también reconocido por la voz del narrador, el cual está producido por el Texas Instruments TMS5220C speech chip. El narrador suele mencionar las reglas del juego, incluyendo "Shots do not hurt other players – yet", "Remember, don't shoot food!", "Elf – shot the food!", y "Warrior needs food – badly!" Ocasionalmente, el narrador comentará en batalla, diciendo "I've not seen such bravery!" o "Let's see you get out of here!" Cuando la vida de un jugador baja de 200, el narrador comenta "Your life force is running out", "Elf needs food", o "Valkyrie ... is about to die!"
Para acomodar los cuatro jugadores, el panel de control es más grande de lo usual. Cada jugador tiene un joystick y dos botones, uno para "atacar" (ataque de rango) y otro para "Magia". Con el botón de magia se inicia el juego. Después de la salida de Gauntlet, otros juegos empezaron a usar este diseño, así que fue una conversión popular para los nuevos juegos.
Es posible jugar la versión original del título con tiempo y vidas ilimitadas hipotéticamente, especialmente con el Guerrero y el Mago. Una actualización de ROM fue lanzada, reduciendo el "poder extra" y la "velocidad extra" que beneficiaban al Guerrero y el Mago y añadiendo una nueva dificultad basada en un contador de puntos. La nueva actualización hace más difícil el juego, por ejemplo, en 16,384 puntos, disminuye la cantidad de comida en los niveles y los monstruos salen más rápido. Así pues, esto significa que con el nivel de dificultad en 4, es casi imposible pasar los niveles 1-7 sin morir, la dificultad 4 está diseñada para que la comida recibida no le permita a los monstruos atosigar al jugador. Esto es porque el juego removió algunas obtenciones de comida al jugar en solitario; en dificultad 0, al menos un establecimiento de comida fue removido en cada uno de los niveles, en dificultad 4, de dos a tres ventajas de comida son removidas. Esto incrementó la dificultad del juego, a menos que la máquina esté en dificultad 0. En vez de eso, el juego ofrece una bonificación de comida a partir de tres jugadores juntos, (Con tres jugadores daba la cantidad de comida estándar mientras que con cuatro jugadores daba comida extra en puntos aleatorios). [cita requerida]
Esto fue refinado para Gauntlet 2, en donde la Valquiria y el Elfo no recibirían penalización de remover la comida y solo el Guerrero y el Mago tendrían esta penalización. Valquiria y Elfo recibirían toda la comida de la dificultad más puntos extra haciendo que la Valquiria reciba menas penalizaciones de comida en niveles más altos. El Elfo solo obtendría menos comida a partir de los niveles 6 y 7. El juego aún daba comida extra por tener a tres o cuatro personas jugando en la misma cabina.

## Desarrollo
Originalmente llamado Dungeons, el juego fue concebido por el diseñador de juegos de Atari Ed Logg. Él basó su inspiración en el interés de su hijo por jugar juegos como Dungeons & Dragons y en su propio interés en el juego de computadora para Atari 800, salido en 1983, de nombre Dandy. El desarrollo del juego empezó de 1983 a 1985 con un equipo liderado por los diseñadores Ed Logg y Roger Zeigler. El nombre del juego en progreso se volvió legalmente no disponible en abril de 1985 así que fue llamado Gauntlet en mayo. Basado en el más elaborado diseño de hardware en la historia de Atari hasta la fecha, es el primer juego creado por la compañía, operado con monedas que incluía un sintetizador de voz.

## Gauntlet: The Deeper Dungeons
Gauntlet: The Deeper Dungeons es una expansión para el juego original, con 512 nuevos niveles que requieren el programa original. Lanzado en 1987 por la compañía británica U.S. Gold en UK y Europa y Mindscape en los Estados Unidos. Fue lanzado para Amstrad CPC, MSX, Atari ST, Atari 8-bit, Commodore 64 y ZX Spectrum. Fue desarrollado por Gremlin Graphics Software Ltd.
Muchos de sus niveles eran entradas a una competencia por toda Europa, en donde solo 10 ganadores eran premiados, "Un plato de Gauntlet y una copia del programa para sus computadoras" El concurso fue anunciado en las instrucciones de varios juegos: "En 1987, U.S. Gold lanzará una expansión en cassette para Gauntlet conteniendo cientos de nuevos niveles y cuartos de tesoros. Puedes ganar la oportunidad de tener tu propio laberinto incluido en esta cinta!" Los niveles eran presentados aleatoriamente y su arte se contenía en el costado de las cabinas, solo con el jugador principal mostrado. Los enemigos eran removidos de la imagen y remplazados por un fondo rosa.
Muchos reseñadores notaron que la dificultad de los niveles era más alta que la del juego original, además del consenso de no ser tan bueno como el primer juego o las (en ese tiempo) nuevas secuelas lanzadas para el arcade.

## Recepción
Este juego fue altamente rentable desde su lanzamiento en octubre de 1985, según se informa en San Mateo, California un operador de arcade en 16 semanas y otro operador en Canadá con una ganancia de $4,500 en nueve días. Atari vendió un total de 7,848 cabinas de Gauntlet. En los premios Golden Joystick Awards en Londres de 1986, Gauntlet ganó el premio Juego del Año, fue incluido en la categoría de los juegos de arcade para juegos del año.
La versión para Macintosh del juego fue reseñada en 1989 en Dragon #150 por Hartley, Patricia, and Kirk Lesser en la columna de"The Role of Computers". Los reseñadores le dieron al juego un puntaje 4 de 5 estrellas. Computer and Video Games aumentó la precisión de la versión de Amstrad, diciendo que tenía "buenos gráficos, buen sonido y perfecta jugabilidad." Crash aumentó la calidad y velocidad del movimiento de la pantalla, así como la longevidad con Avenger enlistado como la única alternativa. En la reseña de Master System, ACE dijo que las personas de todas las edades podrían tener una mayor habilidad para controlar los controles y las tareas. La versión de Spectrum fue la más vendida de 1986, y fue votada número 38 en los Your Sinclair Readers' Top 100 Games of All Time.
Para la salida para Mega Drive en 1993, MegaTech dijo que "la ejecución es perfecta" y que paso bien la prueba del tiempo. Ellos continuaron diciendo que es "un juego brillante y uno de los juegos que garantizan la atención inmediata." Mega aumentó la longevidad del juego, diciendo que era "un juego muy divertido y una buena opción". Ellos pusieron el juego en el lugar 19 de su lista de los mejores juegos para Mega Drive de todos los tiempos.
Más de una década después de su lanzamiento, la Official UK PlayStation Magazine notó que ellos "gastaban varias noches frente a una máquina de Gauntlet", pero dijeron que las limitantes han sido aparentes desde los 1990s.

### Controversia
La controversia se dio a conocer después de la salida del juego en arcades y en el Nintendo Entertainment System. A Ed Logg, el co- creador de Asteroids y Centipede, se le da crédito como uno de los creadores originales de Gauntlet en la versión de arcade, así como en la versión de NES lanzada en 1987. Después de su lanzamiento, John Palevich hizo una demanda, alegando que el concepto original forma parte de Dandy (después Dandy Dungeon), un juego para el Atari 800 escrito por Palevich en 1983. El conflicto fue resuelto sin necesidad de llevarlo a juicio, con Atari Games haciendo negocios con Tengen premiando a Palevich con un arcade de Gauntlet. Logg fue quitado de su crédito en las versiones subsecuentes en el lanzamiento de NES en 1987. Aunque se le dio crédito como "agradecimientos especiales" en 1986, su nombre fue removido de los créditos en entregas posteriores. Logg actualmente no reclama inclusión en el lanzamiento de la versión para NES. El juego Dandy después fue re-trabajado por Atari y fue republicado para Atari 2600, Atari 7800 y Atari XE como Dark Chambers en 1988, subsecuente al lanzamiento de Gauntlet II en 1987.

### Legado
El 23 de septiembre de 2014, Arrowhead Game Studios lanzó una nueva versión exclusivamente para Windows bajo los mismos títulos además de traer una versión sin registrar del juego original: Gauntlet™.

### En la cultura popular
La línea "Red warrior needs food badly!" fue nombrada la tercera mejor frase en enero del 2002 por Electronic Gaming Monthly. La séptima canción del álbum de Five Iron Frenzy The End is Near es entitulado "The Wizard Needs Food Badly," y contiene muestras de Gauntlet. En el lado B de uno de los discos de We Are Scientists, Chick Lit EP contiene una canción llamada "Gauntlet" en referencia al juego. Su álbum. Brain Thrust Mastery contiene muchos títulos de canciones de videojuegos así como "Lethal Enforcer," "Altered Beast" and "Ghouls" (de Ghouls 'n Ghosts). Belgian band à;GRUMH... lanzó "Wizard Needs Food" en su álbum de 1988 Bloody Side, con letras similares al tema de Gauntlet La creación de Blizzard, Word of Warcraft tiene una misión secundaria llamada "Blue Dwarf Needs Food Badly" en la Kun-Lai Summit zona de Pandaria.  El récord mundial de resistencia en Gauntlet tiene residencia en Hanover, Pennsylvania con un puntaje de 5.1 millones de puntos hasta el 6 de diciembre de 2013.